# Silvalde
Silvalde is een plaats (freguesia) in de Portugese gemeente Espinho en telt 7 540 inwoners (2001).